# 戸田正寿
戸田 正寿（とだ せいじゅ、1948年4月10日 - ）は、日本のアートディレクター。福井県生まれ。東京アートディレクターズクラブ（東京ADC）、JAGDA会員。
福井県立三国高等学校在籍中、同校の教員だった小野忠弘の影響を受け、広告の道に進む。1970年、髙島屋宣伝部を経て1973年日本デザインセンター入社。1976年、戸田事務所設立。
1980年代初めに、アニメーターのひこねのりおと共に制作したパピプペンギンズは、飲料製造企業サントリーが企画した「CANビール」のCMキャラクターとして起用されブームとなった。

## 主な仕事
- 1982 - 84年、サントリーローヤル（ランボー、ガウディー、マーラー、ファーブル編）、サントリー缶ビール
- 1987年、三宅一生のファッション広告、展示会
- 1986 - 95年、 - 伊勢丹ファッションキャンペーンとCI
- 1985 - 89年、ビブレ21ファッションキャンペーンとCI
- 1988年 - 朝日新聞出版の週刊誌AERAの創刊から26年間、表紙のアートディレクションを手がけた。またロゴも戸田正寿の作である[4]。
- 1996年、バーバリーブルーレーベル
- 2003年、六本木ヒルズオープニングキャンペーン
- 2008年、洞爺湖サミットアートディレクション
- 2022年 福井県立美術館のロゴを寄贈[5][6]。

## 主な受賞
- ラハチポスタービエンナーレ特別賞、優秀賞1位、グランプリ
- 東京ADC会員賞最高賞2回受賞
- 日本現代展三重県立美術館賞
- 日本アメリカポスターグラフィック金賞、銀賞、銅賞。
- 第一回リュブリン国際反戦芸術トリエンナーレ優秀賞
- 第11回ワルシャワ国際ポスタービエンナーレ展特別賞
- 第17回リュプアナ国際版画ビエンナーレ展特別賞、ニューヨークADC賞銀賞、
- クラコウ国際版画ビエンナーレ美術館賞
- フランス国際デザイン展グランプリ
- クレスタ国際広告賞ポスター部門金賞
- メキシコポスタービエンナーレ銀賞、
- 第17回ブルノグラフィックデザインビエンナーレ国際展グランプリ
- 福井県文化賞（2023年）[7]

## 関連施設
- Brilliant Heart museum ‐ 戸田正寿が企画・設計した予約制私設美術館[8]。